# فرشته صدر عرفائي
فرشته صدرعرفائي (بالفارسية: فرشته صدرعرفایی) (1962 في إيران) ممثلة إيرانية. من أشهر أعمالها الدولية فيلم الدائرة المحظور في إيران، والذي فاز بالعديد من الجوائز من ضمنها الأسد الذهبي في مهرجان البندقية السينمائي عام 2000.

## فيلموغرافيا
- أيام الانتظار (1987).
- سعود (1988).
- البالون الأبيض (1995).
- الدائرة (2000).
- تحت ضوء القمر (2001).
- مقهى ترانزيت أو بوردر (2005).
- بيست (2009).
- عميد ديدار (2011).
- يلدا[1]
- عندما كان القمر مكتملاً (2019) من إخراج وتأليف نرجس أبيار.[2]

## روابط خارجية
- فرشته صدر عرفائي على موقع IMDb (الإنجليزية)
- فرشته صدر عرفائي على موقع ألو سيني (الفرنسية)
- فرشته صدر عرفائي على موقع قاعدة بيانات الأفلام السويدية (السويدية)
- فرشته صدر عرفائي على موقع قاعدة بيانات الفيلم (الإنجليزية)
- فرشته صدر عرفائي على موقع كينوبويسك (الروسية)

- فرشته صدر عرفائي في قاعدة بيانات الأفلام على الإنترنت.